# Sincey-lès-Rouvray
 Sincey-lès-Rouvray  là một xã thuộc tỉnh Côte-d'Or trong vùng Bourgogne-Franche-Comté miền đông nước Pháp.